# ა
ა – litera występująca w rodzinie języków kartwelskich do ortografii języka gruzińskiego na danym terenie Kaukazu do oznaczenia polskiego a, jako samogłoski otwartej przedniej niezaokrąglonej [IPA:a]. Przykładem jest gruzińskie słowo საქართველო (sakartvelo), które ma podwójne położenie litery ა i w polskim tłumaczeniu oznacza ona samą Gruzję.